# Torrazza Coste
Torrazza Coste – miejscowość i gmina we Włoszech, w regionie Lombardia, w prowincji Pawia.
Według danych na rok 2004 gminę zamieszkiwało 1517 osób, 94,8 os./km².